# رودیم

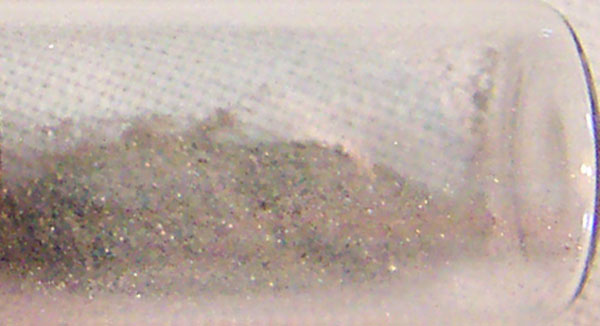
رودیم

رودیم (Rhodium) از عنصرهای شیمیایی جدول تناوبی است. نشانه کوتاه آن Rh و عدد اتمی آن ۴۵ است. رودیم فلزی کمیاب، به رنگ نقره‌ای-سفید و سخت است، مقاومت بسیار در مقابل فرسایش و درخشندگی و جلای قابل توجه از ویژگی‌های این فلز است. ویلیام هاید والستون در سال ۱۸۰۳ این فلز را کشف کرده و نامگذاری کرد.

## تولید و قیمت رودیم
رودیم معمولاً در سنگ‌های حاوی پلاتین و نیکل همراه با دیگر فلزات گروه پلاتین یافت می‌شود. تولید سالانه این فلز تنها در حدود ۳۰ تن است (در مقایسه با حدود ۴ هزار تن تولید سالانه طلا و ۲۰۰ تن تولید سالانه پلاتین). معادن رودیم بسیار محدود هستند و فرایند استحصال آن نیز پیچیده و دشوار است. تولیدکننده اصلی این فلز آفریقای جنوبی است. در سال ۲۰۱۰ حدود ۸۰ درصد صادرات جهانی این فلز از این کشور صورت گرفته‌است. روسیه دومین تولیدکننده مهم رودیم است اما صادرات روسیه به دلایل سیاسی هیچگاه استمرار نداشته و یکی از دلایل نوسانات بسیار شدید قیمت این فلز به همین موضوع بر می‌گردد.
رودیم یکی از فلزات گروه پلاتین است و همچون دیگر فلزهای هم‌خانوادهٔ خود بسیار کمیاب و گران‌بهاست و قیمت آن نوسانات بسیار شدیدی را تجربه کرده‌است. بهای این فلز در ژانویه سال ۱۹۹۰ به رکورد ۵۳۴۷ دلار برای هر اونس تروا (۳۱٫۱ گرم) رسید که بیش از ۲۰ برابر قیمت طلا در آن زمان بود. هرچند در سال‌های بعد تا کمتر از ۴۰۰ دلار کاهش داشت اما در سال ۲۰۰۰ دوباره به قیمت بیش از دو هزار دلار افزایش یافت. در سال ۲۰۰۷ قیمت این فلز حدود هشت برابر قیمت طلا، ۴۵۰ برابر نقره و ۲۷۲۵۰ برابر مس بود اما رکود اقتصادی سال ۲۰۰۸ قیمت آن را به کمتر از هزار دلار برای هر اونس رساند. رودیم در سال ۲۰۱۰ در یک جهش قیمتی بسیار سریع برای مدتی به رقم بیش از ۱۰ هزار دلار برای هر اونس (۳۵۰ هزار دلار برای هر کیلو) رسید اما دوباره به شدت کاهش یافت و در سال ۲۰۱۳ کمی پایین‌تر از هزار دلار معامله می‌شد. در اوایل سال ۲۰۱۴ هم بهای این فلز حدود ۲۰ درصد ارزانتر از طلا و ۳۰ درصد ارزانتر از پلاتین شده و فقط حدود ۵۰ برابر قیمت نقره شده‌است.
در سال ۲۰۲۰ مبلغ انس رودیوم ۱۲۹۰۰ دلار (گرمی ۴۱۴دلار) رسید.

## کاربردها

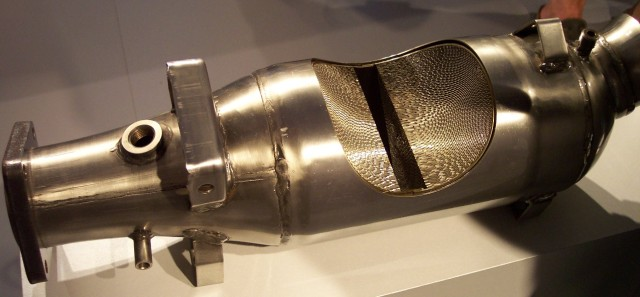
مبدل کاتالیزوری فلزی برای اتومبیل

کاربرد اصلی این فلز در ساخت مبدل‌های کاتالیست خودروهاست و حدود هشتاد درصد کل تولید رودیم دنیا در این بخش استفاده می‌شود. رودیم به عنوان یک کاتالیست همراه با پلاتین و پالادیم در ساخت این قطعه خودرو برای کاهش گازهای سمی خروجی از اگزوز موتور استفاده می‌شود.
مقاومت بسیار بالای رودیم در مقابل فرسایش و واکنش‌های شیمیایی باعث می‌شود تا گزینه مناسبی برای پوشش‌های مقاوم به فرسایش برای استفاده در حرارت‌های بالا باشد و به همین دلیل از آن برای سنجش دماهای بسیار زیاد به عنوان ترموکوپل در کوره‌های صنعتی استفاده می‌کنند. البته به دلیل کمیابی معمولاً از آلیاژ رودیم با پالادیم و پلاتین استفاده می‌کنند. از آلیاژ رودیم و پلاتین در اتصال‌های الکتریکی نیز استفاده می‌شود. رودیم همچنین برای ساخت آینه‌های گران‌بها به عنوان پوشش پشت آینه و در ساخت نورافکن‌ها نیز کاربرد دارد و همچنین از آن در ساخت موتورهای توربینی مثل موتورهای جت نیز استفاده می‌شود.
رودیم در ساخت جواهرات نیز کاربرد دارد. حتی یک لایه بسیار نازک رودیم هم می‌تواند درخشش و جلای قابل توجه و مقاومت بالایی در مقابل فرسایش و تیرگی به جواهرات بدهد. رنگ خاص طلای سفید به دلیل همین روکش رودیم است. از رودیم به عنوان روکش نقره و جواهرات بدلی استفاده می‌شود.

## خواص
رودیوم عنصری است فلزی با عدد اتمی ۴۵ در گروه VIII و در دوره پنجم جدول تناوبی جای دارد. جرم اتمی ۱۰۲٫۹۰۵۵٬ظرفیت ۳ ایزتوپ ندارد.
ویژگی‌های فیزیکی این عنصر:
- عدد اتمی: ۴۵
- جرم اتمی:۱۰۲٫۹۰۵۵
- نقطه ذوب: C° ۱۹۶۴
- نقطه جوش: C° ۳۶۹۵
- شعاع اتمی: Å ۱٫۸۳
- ظرفیت: ۳
- رنگ: سفید نقره‌ای متالیک
- حالت استاندارد: جامد
- نام گروه: ۹

## مشخصات
جامد سفید از گروه پلاتین٬جرم حجمی ۱۲٫۴۱٬نقطه ذوب ۱۹۶۶٬نقطه جوش ۴۵۰۰ درجه در اسیدها نامحلول است. سطح بازتاب کنندهٔ قوی دارد.

## شکلهای قابل دسترس
گرد٬بلورهای منفرد